# Plaskerk
De Plaskerk in de Nederlandse gemeente Raalte is nu in gebruik bij de protestanten, maar werd in de middeleeuwen gebouwd als rooms-katholieke kerk.

## Naam
In oude documenten wordt de kerk herhaaldelijk aangeduid als gewijd aan de heilige Cornelius. Kort voor de Reformatie meldde de Deventer bisschop Aegidius de Monte in een visitatieverslag echter dat de kerk in Raalte was gewijd aan de Verheffing van het Heilig Kruis. Tegenwoordig gaat dit op voor de rooms-katholieke kerk in de Kerkstraat in Raalte, terwijl in het naburige Luttenberg de kerk in 1834 is gesticht met Cornelius als beschermheilige.
De naam 'Plaskerk' dateert waarschijnlijk uit de tijd van de Reformatie, hij geeft aan dat het godshuis gelegen was aan een plaats of plein. Het Middelnederlandse woord 'plas' heeft in dit geval dus niets met water te maken.

## Geschiedenis
Het charter waarin wordt gesteld dat de kerk van Raalte op 2 augustus 1123 door keizer Hendrik V werd geschonken aan het kapittel te Deventer bleek een vervalsing. Dit document met indrukwekkend keizerlijk zegel is waarschijnlijk pas aan het eind van de dertiende eeuw vervaardigd, vermoedelijk door kanunniken van het kapittel van de heilige Lebuïnus. In een latere, meer betrouwbare oorkonde uit 1265 worden de heren van Ramelo genoemd als eigenaren en collatoren van de kerk. Hoelang het Godshuis in Raalte toen al bestond is niet bekend. Bouwhistorisch onderzoek maakt het aannemelijk dat de bouw van de oudste stenen kerk er rond 1100 heeft plaatsgevonden.
De kerk is zonder twijfel het oudste gebouw in Raalte. Het bouwwerk is in de loop der eeuwen regelmatig verbouwd en vergroot. In de 14de eeuw werd het romaanse koor vervangen door een ruimer gotisch koor, en in de 16de eeuw werd het verhoogde schip aangebracht. Niet lang daarna begon de Tachtigjarige Oorlog en werd de kerk verwoest. Eind 16de eeuw begon men met de herbouw. Om die te kunnen financieren werd een deel van de inboedel, zoals een zilveren miskelk, verkocht. Ook het kerspel droeg geld bij.
In 1673 dreigden de muren het te begeven, zodat de dorpssmid trekstangen en muurankers moest aanbrengen die nog steeds zichtbaar zijn. In 1694 stortte de toren in elkaar. Omdat bleek dat de romaanse fundamenten, die bestonden uit blokken ijzeroer, niet erg sterk waren werd de toren bij de herbouw niet hoger dan de kerk zelf, een situatie die tot de restauratie van 1969 voortduurde.

## Moderne restauraties
Van 1969-1975 werd de kerk grondig gerestaureerd. Bij een verbouwing in 1980 kwam een zandstenen tabernakel tevoorschijn, dat rond 1500 gemaakt is. In het koor bevindt zich een kruisweg van zeven staties, in het schip zijn in een andere stijl ook nog drie staties aangebracht.
In 2006 is het interieur van het gebouw gerestaureerd en aangepast aan eigentijdse gebruikseisen. De kerk is een rijksmonument en valt onder monumentenzorg.